# Taça de Santa Edviges

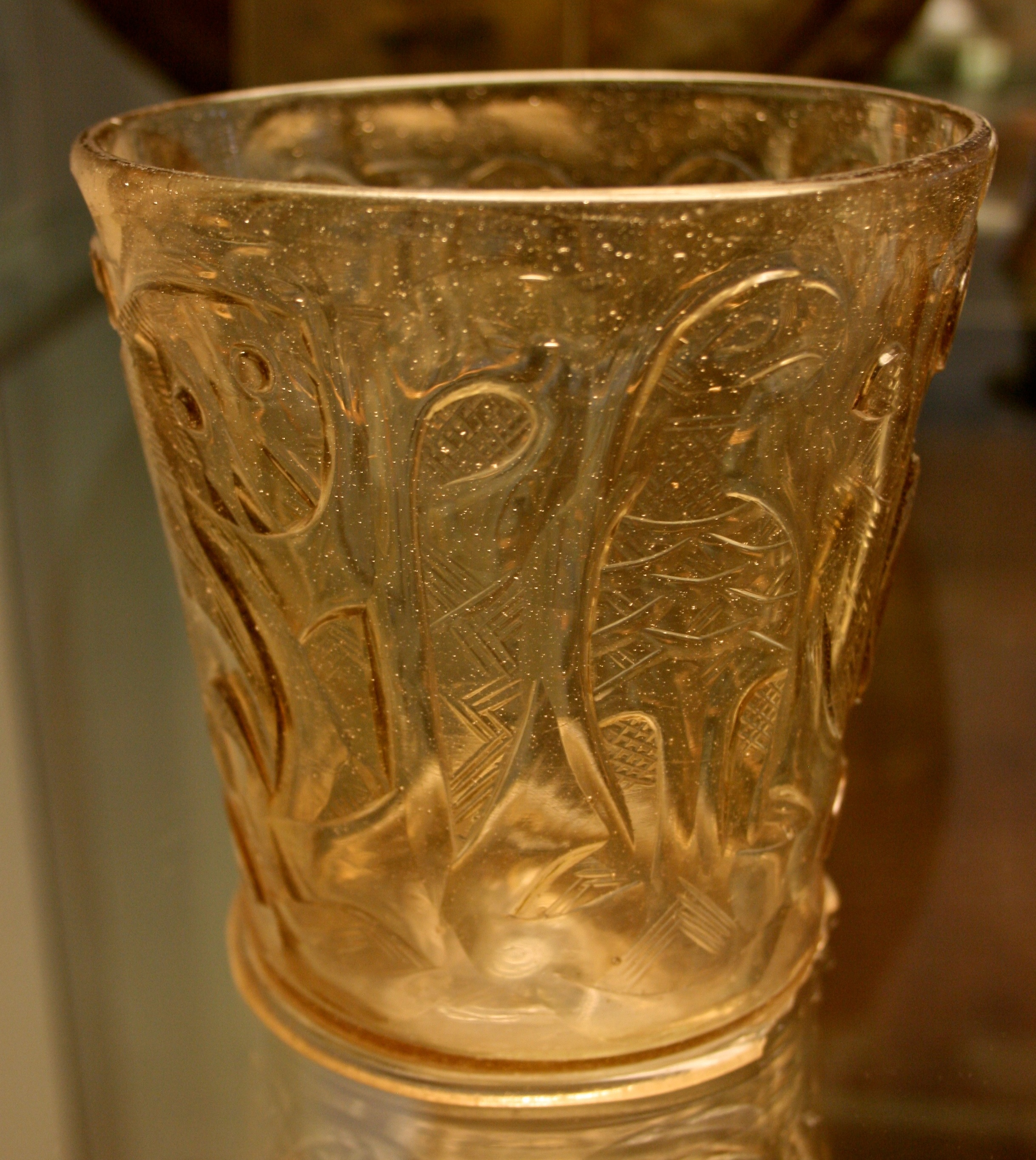
Taça de Santa Edviges no Museu Britânico

Taças de Edviges ou Copos de Edviges são um tipo de taças de vidro originárias do Oriente Médio ou cultura normanda-árabe-bizantina as Sicília e que data dos séculos X-XII. Eles são nomeados após a Silesia princesa Edviges da Silésia (Santa Edviges) (1174-1245), a quem três deles tradicionalmente se diz terem pertencido. Até agora, um total de 14 taças completas são conhecidos. A origem exata das taças é contestada, com Egito, Irã e Síria terem sido sugeridos fontes possíveis; se não são de fabricação islâmica, certamente são influenciados pela arte islâmica do vidro.  Provavelmente feito por artesãos muçulmanos, alguns das iconografias são cristãs, sugerindo que podem ter sido feitas as taças para exportação ou para clientes cristãos.  A teoria de que teriam se originado na Sicília Normanda no século XI foi inicialmente estabelecida num livro em 2005 de Rosemarie Lierke que atraiu algum apoio de especialistas.

## Design
Todos as 14 taças Edviges completa até agora conhecidos têm aproximadamente a mesma forma: são largos, de paredes grossas e reto com uma flange em volta da base. São cerca de 14 cm de altura e têm cerca de 14 cm de diâmetro; cm. Todos, exceto um, estão ricamente decorados com relevo de hachuras recortadas ao redor
As taças são principalmente de cor esfumaçada de metal com um certo esverdeado ou amarelado no vidro. A decoração pode ser em dois estilos: quatro têm decorações abstratas derivadas do estilo C de Samarra; outros oito têm decorações zoomorfas de leões, grifos, águias e palmeiras.
Provavelmente foram feitos em emulação do quartzo esculpido como recipiente no Egito Fatímida  Eram objetos de luxo na Idade Média e também sobreviveram principalmente como tesouros da igreja.; Um exemplo pode ser visto no Tesouro da Basílica de São Marcos em Veneza, que também possui uma jarra de cristal de pedra no mesmo estilo. Algumas das taças foram elaboradas como relicários, ou num caso como cálice, durante a Idade Média, com a adição do trabalho de ourives, incluindo aqueles em Namur, Cracóvia e Halberstadt. Lierke sugere que os entalhes nas bases de muitos indicam que eles receberam originalmente outras configurações de trabalho em metal, talvez para cálices, mas nenhum deles sobreviveu. Sete das taças Edviges conhecidas possuem montagens metálicas colocadas nos séculos XIII a XV.

## Distribuição
As taças de Edviges eram objetos de alto status e prestígio. De acordo com Ettinghausen e Grabar, escrevendo em 1987, até agora nenhum exemplo desse tipo de vidro foi encontrado no Oriente Próximo: "todas as peças preservadas provêm dos tesouros das igrejas ocidentais e casas nobres". Pequenos talos de taças Edviges quebrados foram encontrados em escavações.
Em comum com muitos outros objetos islâmicos importados para a Europa medieval, eles foram creditados como de maior antiguidade do que erma de fato. O cálice de Amsterdã carrega a inscrição:
"Alsz diesz glas war alt tausent jahr Es Pfalzgraf Ludwig Philipsen guerra verehret: 1643"
("Quando este copo tinha mil anos, foi dado a Ludwig Philipsen, Conde Palatine: 1643")
Desde 2009, 14 taças Edviges completas e dez fragmentos adicionais são hoje conhecidas.

### Completas
- Museu Britânico, Londres, Reino Unido. Sala 34. BM Ref ME OA 1959.4-14.1, adquirido em 1959, doado por P T Brooke Sewell.[3][9]
- Rijksmuseum, Amsterdã,Holanda. Ref BK-NM-712.
- Corning Museum - Vidro], Corning , Nova Iorque, EUA .[10]
- Germanisches Nationalmuseum, Nuremberg, Alemanha.[11]
- Veste Coburg (Coleções Kunstsammlungen), Coburgo, Alemanha.[1]
- Catedral de Minden, Alemanha.[1]
- Museu do Castelo Friedenstein, Gotha, Alemanha.[12]
- Catedral de Halberstadt, Alemanha.[12]
- Catedral de Cracóvia, Polônia.[2][13]
- Museu de Breslávia, Polônia.[14]
- A Abadia das Irmãs de Notre Dame de Namur (Soeurs de Notre-Dame de Oignies), Bélgica (dois exemplares aí).[12]

### Fragmentos

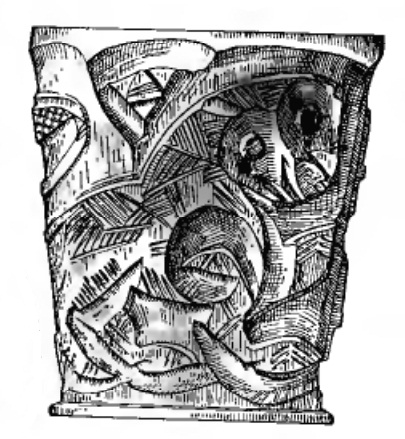
Fragmento de Navahrudak, Bielorrússia

- Fragmento de Bommersheim, Alemanha.[2][15]
- Fragmento de Göttingen, Alemanha (escavada em Ritterplan, sítio do castelo destruído no centro da cidade)..[2]
- Fragmento de Navahrudak, Belarus.[16]
- Três fagmentos de Hilpoltstein, Alemanha.[2][17]
- Dois fragmentos de Weinsberg, Alemanha.[6]
- Fragmento do Museu da História de Budapest, Hungria, escavado no CReal Castelo Real de Buda. Inv. No 52.276.[2]
- Fragmento escavado em Brno (antiga , Chéquia.[2][18]
- Fragmento do sudeste da Rússia.[14]
- Taça quase completa de Nysa (anteriormente Neissen), “Muzeum w Nysie”, Polônia.[19][20]

O exemplar do Museu Britânico é um dos seus objetos "de Destaque" e foi selecionado como o 57º objeto na série radiofônica A History of the World in 100 Objects (selecionados pelo diretor desse museu, Neil MacGregor) transmitida pela BBC Radio 4 em 2010.